# ASCI Red

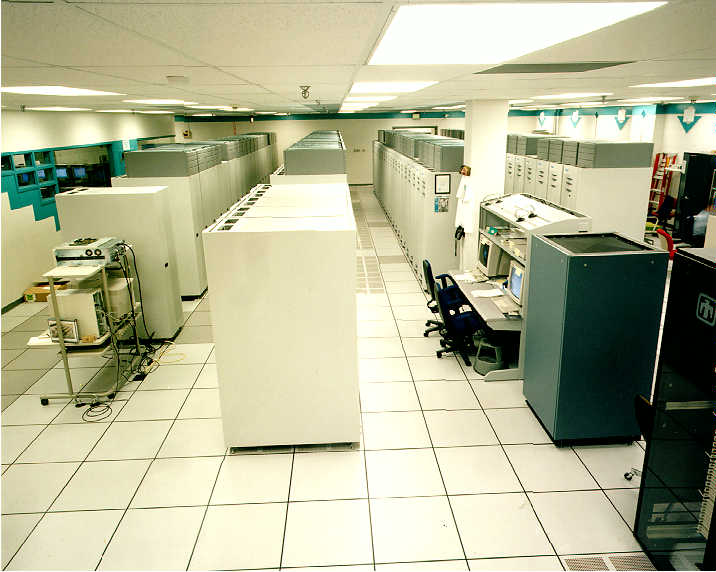
ASCI Red Supercomputer

ASCI Red, auch ASCI Option Red oder Janus, war ein seit 1997 in den Sandia National Laboratories installierter Supercomputer. Zwischen Juni 1997 und Juni 2000 führte er die TOP500-Liste der schnellsten Computersysteme an. ASCI Red wurde im September 2005 stillgelegt.
Das System wurde in Zusammenarbeit von Intel und den Sandia National Laboratories im Rahmen des Advanced Simulation and Computing Program entwickelt um Explosionen nuklearer Waffen zu simulieren. Leitender Entwickler war William Camp.

## Aufbau
Der ASCI Red war ein auf Multiple-Instruction Multiple-Data-Architektur basierendes System von ursprünglicherweise 9152 auf 200 MHz getakteten Pentium-Pro-Prozessoren. Diese wurden später durch 9298 Pentium II OverDrive-Prozessoren, welche auf je 333 MHz getaktet waren, ersetzt.
Des Weiteren verfügte das System über 1212 Gigabyte verteilten Hauptspeicher, sowie 12,5 Terabyte Festplattenspeicher.

## Betriebssysteme
Als Betriebssysteme kamen das von Intel entwickelte, auf OSF UNIX basierende Teraflops OS und das von Sandia entwickelte, auf dem SUNMOS-Kernel basierende Cougar-System zum Einsatz, welche jeweils auf eigenen Partitionen liefen. Hierbei diente Teraflops OS hauptsächlich zur Konfiguration, Administration und Entwicklung. Die eigentlichen Berechnungen wurden unter dem effizienteren Betriebssystem Cougar durchgeführt, welches auch die Speicherverteilung verwaltete.

## Leistung
Der ASCI Red war der erste Supercomputer der im MP-LINPACK-Benchmark eine Leistung von über einem TFLOPS erreichte. Nach seiner Aufrüstung auf Pentium-II-Overdrive-Prozessoren erreichte er über zwei TFLOPS.